# De neven van de overkant
De neven van de overkant (Frans:Les Cousins d’en face) is het 23ste album uit de stripreeks De Blauwbloezen. Het werd getekend door Willy Lambil en het scenario werd geschreven door Raoul Cauvin. Het album werd uitgegeven in 1985.

## Verhaal
Er is een goederentrein ontspoord. Blutch en Chesterfield moeten mee helpen aan de wederopbouw ervan. Het werk wil echter niet vlotten door tegenwerking van de Zuidelijken en door het gedrag van de leidinggevende Majoor Ransack. Als Chesterfield erachter komt dat zijn twee neven gelegerd zijn bij het regiment dat hun onder vuur neemt, probeert hij zichzelf en hen uit deze benarde situatie te halen.

## Personages in het album
- Blutch
- Chesterfield
- Majoor Ransack, is een sadistische officier, die leiding geeft aan de wederopbouw van het spoor.
- Fred, is een neef van Chesterfield in Zuidelijke dienst
- Elmer, is een neef van Chesterfield in Zuidelijke dienst
- Majoor Dixie Holley, leidinggevende van de twee neven.